# شبکه اس‌اس‌سی عربستان سعودی
شبکه اس‌اس‌سی عربستان سعودی (SSC) یک کانال ورزشی در عربستان سعودی است. پخش این شبکه از روز ۲۱ آوریل ۲۰۲۱ آغاز شد و اکنون با ۹ شبکه در ماهواره بدر فعالیت می‌کند.

## شبکه‌ها
- SSC NEWS
- SSC1
- SSC2
- SSC3
- SSC4
- SSC5
- SSC EXTRA 1
- SSC EXTRA 2
- SSC EXTRA 3
- SSC1HD
- SSC2HD
- SSC3HD
- SSC4HD
- SSC5HD
- SSC6HD
- SSC7HD

## پوشش زنده
- لیگ حرفه‌ای فوتبال عربستان
- جام پادشاهی عربستان
- سوپرجام فوتبال عربستان
- جام باشگاه‌های جهان
- لیگ قهرمانان آسیا[۱]
- ای‌اف‌سی کاپ
- کوپا دل ری
- جام قهرمانان باشگاه‌های عربی
- سوپرجام فوتبال اسپانیا
- لیگ برتر فوتبال پرتغال
- سری آ برزیل
- فرمول یک
- فرمول ئی
- لیگ ملی فوتبال